# Доррер, Владимир Филиппович
Граф Влади́мир Фили́ппович Дорре́р (1862—1909) — курский губернский предводитель дворянства, член III Государственной думы от Курской губернии.

## Биография

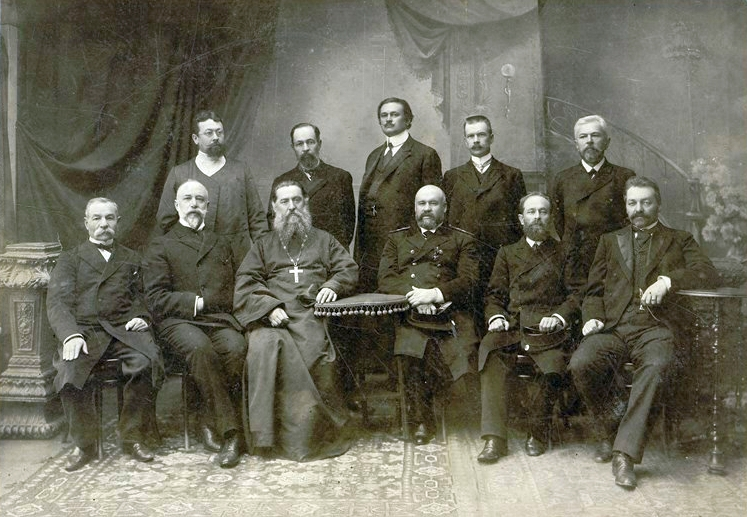
Депутаты Государственной думы Российской империи III созыва от Курской губернии. Стоят: Белогуров Н.А., Кривцов Я.В., Марков Н.Е., Шетохин Н.И., Ступин С.Н.; сидят: Сушков М.А., Барятинский И.В., Рождественский В.Ф., Доррер В.Ф., Шечков Г.А., Лукин В.В.

Православный. Потомок французского дворянского рода, один из представителей которого эмигрировал в Россию после Июльской революции 1830 года. Сын графа Филиппа Осиповича Доррер (ум. 1863) и жены его Антонины Ипполитовны Дорогобужиновой. В раннем возрасте потеряв отца, воспитывался матерью и дядей В. И. Дорогобужиновым. Унаследовал его имение в Белгородском уезде (1300 десятин).
Окончил Катковский лицей с отличием (1881) и Московский университет по историко-филологическому факультету (1885).
По окончании университета поступил на службу в Министерство внутренних дел и был откомандирован для занятий в канцелярию министра. Занимался разработкой «Положения о земских начальниках» под руководством А. Д. Пазухина. В 1890 году был назначен земским начальником в Белгородском уезде, в 1895 году — почетным мировым судьей, а в 1896 году — старшим помощником редактора «Сельского вестника», в котором поместил ряд статей по крестьянскому вопросу. С 1890-х годов сотрудничал также в «Московских ведомостях». Кроме того, с 1890 года избирался гласным Белгородского уездного земского собрания. В 1902 году был избран Белгородским уездным, а в 1905 году — Курским губернским предводителем дворянства. Состоял членом Совета по делам местного хозяйства при МВД от губернского земства. В 1907 году был пожалован в камергеры, а в 1909 году произведен в действительные статские советники. Из наград имел орден св. Анны 3-й степени (1890).
На основании решения курского губернского земского собрания 21 февраля 1904 года он был избран (вместе с Н. В. Ширковым, Д. Л. Овсянико-Куликовским, Н. Н. Шпановым, В. Е. Якушкиным, Л. Д. Моисеевым) в особую комиссию гласных губернского собрания для устройства врачебной помощи больным и раненым на русско-японской войне. Комиссия вошла в общеземскую организацию помощи раненым. В 1905 году организовал и возглавил Курскую народную партию порядка (КНПП), в которую вошли местные правые дворяне: М. Я. Говорухо-Отрок, князь Н. Ф. Касаткин-Ростовский, Н. Е. Марков, Г. А. Шечков и другие. Осенью 1905 года была опубликована составленная Владимиром Филипповичем платформа КНПП под заглавием «Чего желает Курская народная партия порядка», а в декабре 1906 года партия была преобразована в Курский отдел Союза русского народа. 20 июня 1905 года граф Доррер возглавил депутацию курского дворянства, которая поднесла императору Николаю II адрес с поддержкой самодержавной власти и была организована в ответ на депутацию земских и городских деятелей, двумя неделями ранее высказывавшую надежду на созыв народных представителей. 17 ноября 1905 года был избран членом Совета Всероссийского союза землевладельцев. Участвовал в съездах Объединенного дворянства, в 3-м Всероссийском съезде Русских людей в Киеве (1906) и во Всероссийских съездах земских деятелей в Москве (1907). По инициативе графа Доррера, курское дворянство исключило из своих собраний дворян, подписавших «Выборгское воззвание».
Состоял выборщиком в Государственную думу II созыва. В 1907 году был избран в III Государственную думу от съезда землевладельцев Курской губернии. Входил во фракцию правых и был председателем бюро фракции. Состоял членом комиссий: редакционной, о путях сообщения, о торговле и промышленности, и по местному самоуправлению. Летом 1908 года был избран членом Главного совета Союза русского народа. В ноябре 1908 года был Высочайше назначен членом Особой комиссии для всестороннего исследования железнодорожного дела в России.
Скончался в 1909 году от воспаления лёгких. Похоронен в семейном склепе Дорогобужиновых в селе Разумном Белгородского уезда.
Был женат на Ольге Николаевне Любимовой, дочери профессора Московского университета Н. А. Любимова.